# Zuikaku
Zuikaku (jap. 瑞鶴 "Żuraw Przynoszący Szczęście") – japoński lotniskowiec z okresu drugiej wojny światowej. Należał do okrętów klasy Shōkaku.

## Historia
„Zuikaku” wraz z bliźniaczym „Shōkaku” był częścią II programu uzupełnień floty, który został zatwierdzony w 1937 roku przez sztab japońskiej marynarki wojennej. Stępkę pod okręt położono 25 maja 1938 roku w stoczni w Kobe. Wodowanie nastąpiło 27 listopada 1939 roku, a wejście do służby – 25 września 1941 roku. Okrętowi nadano imię oznaczające „żurawia przynoszącego szczęście” lub będącego „dobrym omenem”.
„Zuikaku” wziął udział w ataku na Pearl Harbor, który był główną przyczyną przystąpienia USA do wojny na Pacyfiku. 20 stycznia 1942 jego samoloty pokładowe atakowały Rabaul. W kwietniu 1942 roku „Zuikaku” wziął udział w rajdzie na Ocean Indyjski i przyczynił się do zatopienia brytyjskiego lotniskowca HMS „Hermes”. W maju wraz z „Shōkaku” i „Shōhō” wziął udział w bitwie na Morzu Koralowym. Z powodu strat w samolotach i personelu latającym nie wziął udziału w bitwie pod Midway. W październiku 1942 roku podczas bitwy koło wysp Santa Cruz przyczynił się do zatopienia lotniskowca USS „Hornet”. Zatonął 25 października 1944 roku w wyniku uszkodzeń doznanych podczas bitwy morskiej o Leyte.